# Start Radom
Start Radom – polski klub sportowy założony w 1957.

## Historia
Klub założono 11 marca 1957 pod nazwą Spółdzielczo-Rzemieślniczy Klub Sportowy Start. Jego barwami były czerwony i niebieski, a siedziba mieściła się przy ulicy Rwańskiej 21. Funkcjonowały w nim sekcje: koszykówki, siatkówki, strzelectwa, łucznictwa, piłki nożnej, tenisa stołowego, brydża i szachów. 25 lipca 1958 stowarzyszenie zostało przyjęte do Zrzeszenia Sportowego „Start”. Na przestrzeni lat w klubie funkcjonowały również sekcje: tenisa ziemny, motorowa, kolarska i judo. Większość sekcji startowała w rozgrywkach ligowych. W najwyższych ligach krajowych uczestniczyli tenisiści sportowi i łucznicy.
Wychowankowie sekcji judo zdobyli co najmniej 25 medali Mistrzostw Polski seniorów.